# John Kørner
John Kørner, född 1967 i Århus, är en dansk målare, grafiker, keramiker och installationskonstnär. 
John Kørner växte upp på Lolland och utbildade sig på Det Kongelige Danske Kunstakademi i Köpenhamn 1992-98. Han hade sin första separatutställning, Glæde og Harmoni, 1995 på Rådskælderen i Charlottenborg i Köpenhamn. Han ägnade sig åt skulptur, innan han började måla.
John Kørner har fått Carnegie Art Awards stipendium för unga konstnärer 2000 och Carnegie Art Awards tredjepris 2008. År 2012 fick han Eckersbergmedaljen. Han är gift med instruktøren Kamilla Wargo Brekling.
| ”                     | När John Kørner talar om sina verk kallar han dem inte målningar. Han kallar dem "problem". ... Bland de problem Kørner utgår ifrån i sitt måleri kan många spåras till det förra sekelskiftet, till tiden för modernismens genombrott. I hans målningar finns spår av den gamla, förindustriella världen som han fortfarande kunde se rester av under sin uppväxt på Lolland. Här finns sotare, kungar, hästar och träd. Men också fabriker, som då kanske representerade den nya tiden men idag är nostalgiska byggnadsminnen. I västvärlden förvandlas inte sällan fabrikslokaler till ateljéer eller konsthallar. Den typ av produktion som ägde rum i fabriker har i stor utsträckning flyttats till låglöneländer. I andra målningar ser vi minareter och män med krokiga sablar. Kørner har också förklarat att han önskar att betraktaren i vissa fall måste fråga sig: varför är detta ett problem? | „ |
| – Magnus af Petersens | |   |

## Offentliga verk i urval
- Kvinna med 24 problem, muralmålning, 2005, på Amagerbro Metrostation i Köpenhamn
- Muralmålning, 2006, på  Tjørringhus i Herning
- Altare, 2011, Østerhåb Kirke i Horsens

## Utmärkelser
- Eckersbergmedaljen,  2012[3]
- Riddare av Dannebrogorden,  16 april 2015[5][6][7]

[Redigera Wikidata]